# جبل نانتاي
جبل نانتاي هو بركان طبقي يقع في محافظة توتشيغي،اليابان.
في سبتمبر 2008،طُلب من وكالة الأرصاد الجوية اليابانية إعادة تصنيف جبل نانتاي على أنه «نشط» استنادًا إلى عمل ياسو إيشيزاكي وزملاؤه في جامعة توياما،حيث أظهروا دليلاً على ثوران البركان منذ حوالي 7000 عام.